# ペッサリー

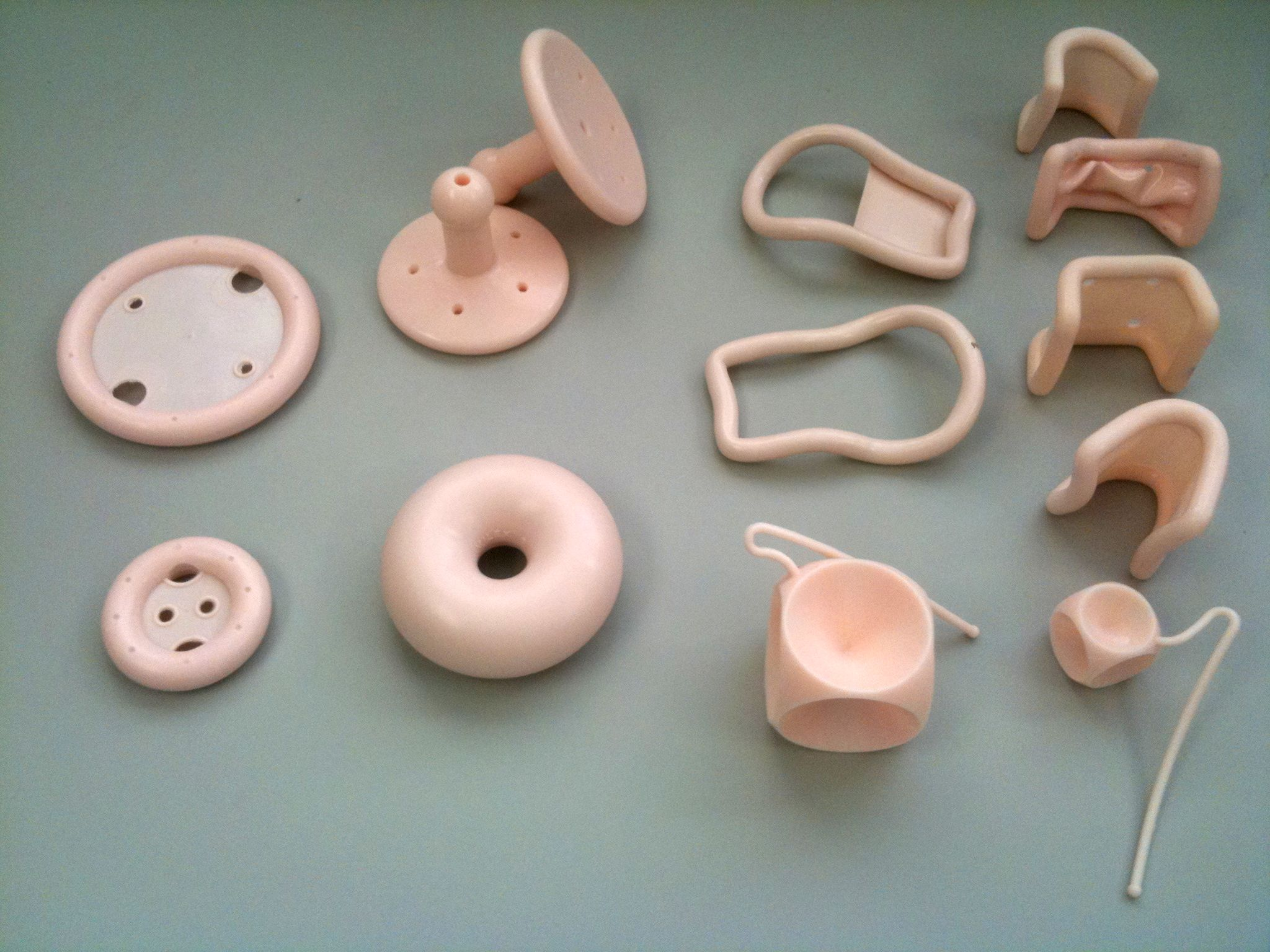
様々な種類のペッサリー

ペッサリー（英語: Pessary）は、女性の膣に挿入して骨盤が膣へ突起してくるのを防ぐ医療的な器具を指す。ペッサリーには様々な形や大きさのものがある。 この言葉の語源は古代ギリシア語: πεσσάριονから来ている。

## 概要

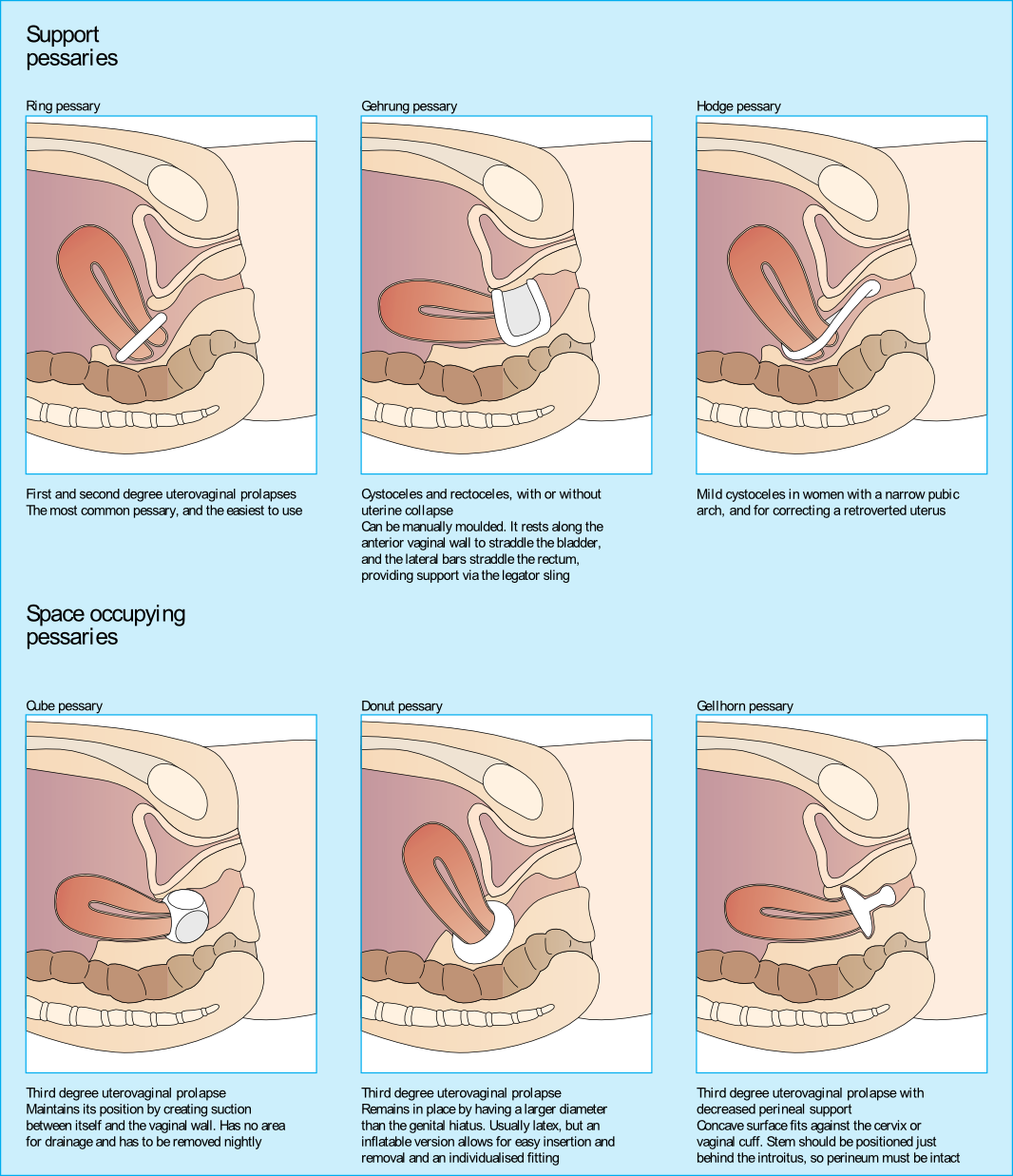
様々な形のペッサリーの挿入方法

ペッサリーは正しい大きさや、常に洗浄しないと膣に潰瘍を起こす可能性があり、国によっては医師、保健師その他の専門家に相談してから入手できたり、店で簡単に入手できたりする。
日本ではペッサリーという言葉はその狭義の意味で、避妊用具の「ペッサリー」（Diaphragm）として使われる場合が多い。